# Apomastus schlingeri
Apomastus schlingeri là một loài nhện trong họ Cyrtaucheniidae. Loài này phân bố ở Hoa Kỳ.